# Cronologia de la Guerra Civil espanyola

## 1936
- 17 de juliol: Revolta de l'exèrcit al Marroc.
- 18 de juliol: La revolta s'estén al territori peninsular.
- 19 de juliol: 
  - El general Franco vola des de Canàries a Tetuan i pren el comandament de l'exèrcit d'Àfrica.
  - Dimiteix Santiago Casares Quiroga, cap del govern republicà. S'encarrega la formació de nou govern a Diego Martínez Barrio, que davant la falta de suports declina l'encàrrec. Forma govern José Giral, que ordena el lliurament d'armes al poble.
  - Revolta a les Balears.
- 20 de juliol: Comença el setge a l'Alcàsser de Toledo (Acadèmia d'Infanteria).
- 21 de juliol: Els rebels han adquirit el control de la zona espanyola del Marroc, les Illes Canàries, Balears (excepte Menorca), la part d'Espanya al Nord de la Serra de Guadarrama i del riu Ebre (excepte Astúries, Santander, País Basc i Catalunya). En grans ciutats la revolta ha triomfat a Sevilla, però ha fracassat a Madrid i Barcelona.
- 23 de juliol: La Junta de Defensa Nacional (govern dels rebels, autoanomenats nacionals) es reuneix per primera vegada a Burgos.
- Juliol-agost: Revolució espontània de col·lectivizacions.
- 14 d'agost: Amb la presa de Badajoz, per forces manades pel coronel Yagüe, queden unides les dues parts de la zona nacional.
- 4 de setembre: Amb Largo Caballero arriben els socialistes al govern. Les tropes manades pel capità Alberto Bayo reembarquen a Portocristo.
- 1 d'octubre: 
  - Franco es converteix en Cap d'Estat i Generalíssim.
  - El govern de la República concedeix l'autonomia al País Basc. José Antonio Aguirre és designat president d'Euskadi.
- 4 de novembre: Amb els nacionals a les portes de Madrid, la CNT s'uneix al govern de Largo Caballero.
- 6 de novembre: 
  - Per a organitzar la defensa de Madrid es crea la Junta de Defensa de Madrid, dirigida pel general Miaja.
  - El govern republicà es trasllada a València.
- 8 de novembre: 
  - Comença la batalla de Madrid, que dura fins al dia 23 de novembre que, amb ambdós bàndols exhausts, s'estabilitza el front.
  - Arribada de les Brigades Internacionals.
- 18 de novembre: Reconeixement per part d'Itàlia i Alemanya del govern de Franco.
- 19 de novembre: És greument ferit en el front de Madrid el líder anarquista Buenaventura Durruti, que mor l'endemà.
- 20 de novembre: És afusellat a la presó d'Alacant, on estava pres des d'abans de l'aixecament, José Antonio Primo de Rivera, fill del Dictador Miguel Primo de Rivera i fundador de la Falange.
- 29 de novembre: Comença la batalla de la carretera de la Corunya, un intent amb dues ofensives per part de les forces franquistes d'encerclar Madrid i que acaba a mitjans de gener del 1937 amb l'estabilització del front.

## 1937
- 17 de gener: Comença la batalla de Màlaga. Tres columnes nacionals convergeixen sobre la ciutat, procedents de Sevilla i Granada. El 6 de febrer, les tropes republicanes, mal organitzades, s'han retirat cap a Almeria, sent durament batudes per l'artilleria naval alemanya.
- 6 de febrer: Comença l'ofensiva nacional a la batalla del Jarama amb l'objectiu d'aïllar Madrid. Després de durs combats, entre forces del general Orgaz (nacional) i els generals Pozas i Miaja (republicans), no s'aconsegueix l'objectiu d'aïllar la capital, acabant la batalla el 24 de febrer.
- 8 de març: Comença la batalla de Guadalajara amb l'objectiu d'aïllar Madrid. Després d'un ràpid avanç de les tropes nacionals i italianes, es va produir un contraatac dels republicans, auxiliats per tancs i avions russos, en el qual els italians van sofrir un seriós daltabaix. Va acabar el dia 18 de març sense aconseguir-se l'objectiu.
- 31 de març: S'inicia l'ofensiva dels nacionals dirigits pel general Mola per a la presa de Bilbao, defensada per forces al comandament del general Llano de la Encomienda. Després de la mort, el 3 de juny, en accident aeri del general Mola pren el comandament de les tropes nacionals el general Fidel Dávila.
- 19 d'abril: Decret d'Unificació, Franco amalgama "des d'arriba" a la Falange i els carlins. Neix Falange Espanyola Tradicionalista i de les Juntes d'Ofensiva Nacional-Sindicalista (FET i de les JONS)
- 26 d'abril: Bombardeig de Guernica per la Legió Còndor.
- 3-8 de maig: Regirada del Partit Obrer d'Unificació Marxista (POUM) i la CNT a Barcelona.
- 17 de maig: Caiguda del govern de Largo Caballero. El doctor Juan Negrín López, socialista, és designat cap de govern.
- 16 de juny: El POUM és declarat fora de la llei i els seus dirigents arrestats.
- 17 de juny: El cuirassat Jaime I, un dels millors bucs de l'esquadra republicana és enfonsat a Cartagena, ciutat autònoma.
- 19 de juny: Presa de Bilbao pels nacionals, una vegada produït l'ensulsiada del sistema defensiu anomenat "Cinturó de Ferro" a causa de la traïció del seu creador.
- 21 de juny: És assassinat per agents soviètics el líder del POUM Andreu Nin.
- 7 de juliol: Comença la batalla de Brunete.[1] A fi de disminuir la pressió nacional sobre Madrid, el general Miaja ordena una ofensiva dirigida pels generals Juan Modesto i Enrique Jurado cap a la zona de Brunete, que és pres, produint-se una penetració d'uns 8 km en la línia del front. No obstant això, es produeix un contraatac nacional, dirigit pel general Varela, i les tropes republicanes al terme de la batalla, el 26 de juliol, han estat obligades a retrocedir gairebé a la situació inicial.
- 24 d'agost: Comença la batalla de Belchite amb l'objectiu de frenar l'avanç feixista.
- 30 de novembre: El Govern republicà es trasllada de València a Barcelona.
- 15 de desembre: Comença la batalla de Terol

## 1938
- 8 de gener: Tropes republicanes encapçalades pels generals Hernández Sarabia i Leopoldo Menéndez prenen la ciutat de Terol en rendir-se el coronel rei d'Harcourt al no arribar a temps, a causa del cru hivern, les tropes enviades per Franco sota el comandament dels generals Varela i Aranda.
- 20 de febrer: Les tropes republicanes que ocupen Terol són obligades a retirar-se per la carretera de València arran de la pressió de tropes marroquines comandades pel general Yagüe. La batalla de Terol ha acabat.
- 15 d'abril: Els nacionals arriben al Mediterrani, per Vinaròs i divideixen en dos la zona republicana.
- 24 de juliol: Comença la batalla de l'Ebre,[2] amb l'objectiu de distreure forces de l'atac nacional a València i alhora disminuir la pressió sobre Catalunya. Inicialment les tropes republicanes, comandades pel general Juan Modesto, aconsegueixen un èxit considerable, però el superior poder aeri dels nacionals frena l'atac republicà i finalment un massiu atac llançat el 30 d'octubre força a les tropes republicanes a tornar a creuar l'Ebre, finalitzant la batalla el 18 de novembre.
- 21 de setembre: El president del govern republicà Doctor Negrín anuncia, en una missatge a la Societat de Nacions, la retirada de les Brigades Internacionals del front de guerra.
- 21 de desembre: Primer bombardeig aeri a Manresa per l'aviació italoalemana aliada als franquistes que causà 33 morts entre la població civil.
- 23 de desembre: Comença la batalla per Barcelona. Sis exèrcits nacionals es llancen sobre Catalunya en un front que s'estén des dels Pirineus fins al sud de l'Ebre. Prenen Borges Blanques, envolten Tarragona i arriben a les proximitats de Barcelona. El govern que era a Barcelona es retira a Girona encara que les tropes que defensen Barcelona mantenen la seva resistència.

## 1939

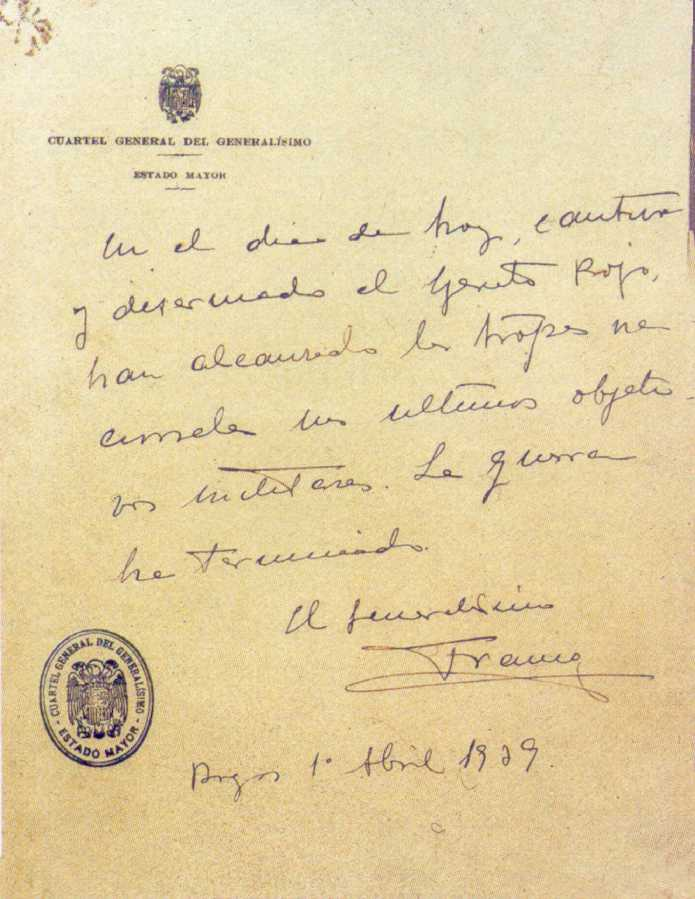
Franco signa el final de la guerra.

- 26 de gener: Barcelona cau en poder dels nacionals.
- 5 de febrer: Els nacionals prenen Girona. L'exèrcit republicà a Catalunya està pràcticament desintegrat.
- 28 de febrer: Manuel Azaña dimiteix com a President de la República
- 4-12 de març: 
  - Cop anticomunista del coronel Segismundo Casado. Esclata en els carrers de Madrid una guerra civil dintre de la guerra civil. El Consell de Defensa Nacional, dirigit pel coronel Casado, tracta de negociar amb Franco sense resultats.
  - El govern republicà, surt cap a l'exili a França
- 28 de març: Desintegració dels exèrcits republicans. Els nacionals prenen Madrid.
- 29 de març: Cessen les hostilitats.
- 1 d'abril: Franco anuncia que la guerra ha acabat.